# Proboscidula milleri
Espèce
Proboscidula milleri est une espèce d'araignées aranéomorphes de la famille des Theridiidae.

## Distribution
Cette espèce est endémique du Rwanda.

## Étymologie
Cette espèce est nommée en l'honneur de František Miller.

## Publication originale
- Knoflach, 1995 : Two remarkable afromontane Theridiidae: Proboscidula milleri n. sp. and Robertus calidus n. sp. (Arachnida, Araneae). Revue suisse de Zoologie, vol. 102, p. 979-988 (texte intégral).